# ارتفاق ذقني
الارتفاق الذَقني أو الارتفاق الفكي (الإنجليزية: Mandibular symphysis أو Symphysis Menti أو Symphysis Mentalis) هو نُقطة التقاء جانِبي الفَك السُفلي، حيثُ يَلتحم الجانبين في هذه النقطة في فترة مُبكرة من الحياة، ويظهر الارتفاق الذقني على شكل خط مُنصف بارز -بشكل قليل- في الفك السُفلي. لا يُعتبر الارتفاق الذقني ارتفاق حقيقي؛ ويعود السبب في ذلك إلى عدم وجود غضروف بين جزئي الفك السُفلي.
يُوجد في أسفل الارتفاق الذَقني مُثلث بارز صَغير يُسمى الناشزة الذقنية، ويكون هذا المُثلث مُنخفض المركز ومُرتفع الطرفين لتكوين الحديبة الذقنية.
تُسمى أدنى نقطة (النقطة السفلية) في الارتفاق الذقني بذروة الذقن، حيثُ تُشكل نقطة منشأ العضلة الذقنية اللامية وَالعضلة الذقنية اللسانية.

## الحيوانات الأُخرى

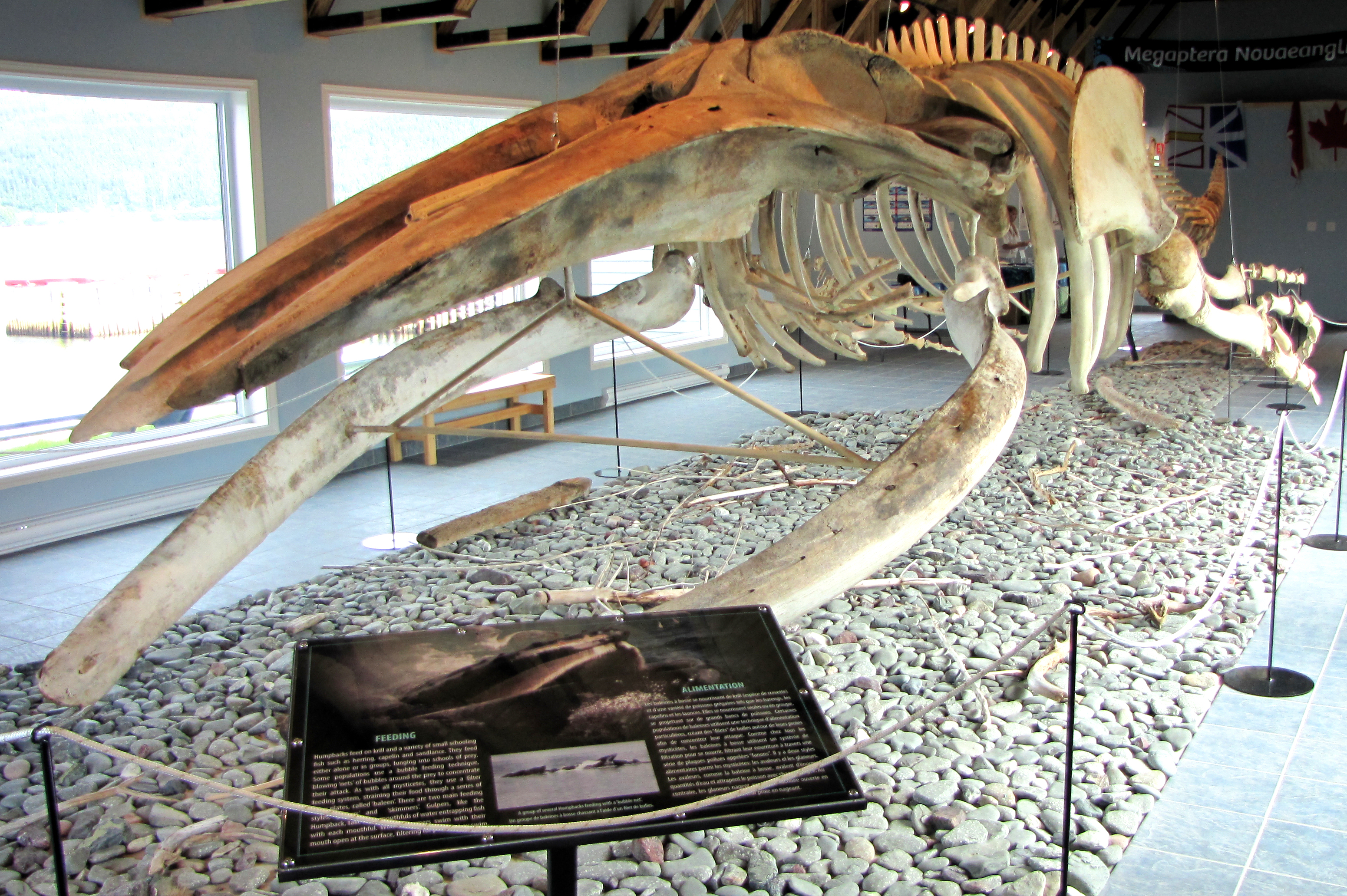
هيكل عظمي يُظهر الارتفاق الذقني المَرن في الحوت الباليني

الثدييات آكلة اللحوم والتي تمتلك أنياب قوية تُساعدها في السطيرة على فريستها لديها ارتفاق ذقني قوي في الفك السُفلي، أما آكلة اللحوم ذات الأنياب الضعيفة فيكون الارتفاق الذقني لديها مُنخفض وضعيف أيضاً.
الحيوانات التي تتغذى بالتصفية مِثل الحوت الباليني يتسع تجويف الفم لديها بشكل كبير جداً وذلك لاستيعاب أكبر قدر ممكن من مياه البَحر، ويعود الفضل في هذا الأمر لامتلاكها ارتفاق ذقني مَرن يُساعدها على استدارة أسنانها بشكل مُستقل في مستويين، كما أنّ هذا الفَك المَرن موجود تقريباً فقط في الحيتان البالينية من رُتيبة ميستيسيتي، وهو غير موجود في الحيتان القديمة.